# Tailândia nos Jogos Olímpicos de Verão de 2004
Tailândia competiu nos Jogos Olímpicos de Verão de 2004, em Atenas, na Grécia.

## Medalhistas

### Ouro
- Boxe - Peso meio-médio-ligeiro (até 64 kg): Manus Boonjumnong
- Levantamento de peso - Galo (até 53 kg) feminino: Udomporn Polsak
- Levantamento de peso - Pesado (até 75 kg) feminino: Pawina Thongsuk

### Prata
- Boxe - Peso galo (até 54 kg): Worapoj Petchkoom

### Bronze
- Boxe - Peso médio (até 75 kg): Prasathinphimai Suriya
- Levantamento de peso - Mosca (até 48 kg) feminino: Aree Wiratthaworn
- Levantamento de peso - Pena (até 58 kg) feminino: Wandee Kameaim
- Taekwondo - 49 kg feminino: Yaowapa Boorapolchai

## Desempenho

### Natação
Masculino
| Atleta(s)           | Evento       | Eliminatórias | Eliminatórias | Semifinal   | Semifinal   | Final       | Final       |
| Atleta(s)           | Evento       | Tempo         | Posição       | Tempo       | Posição     | Tempo       | Posição     |
| ------------------- | ------------ | ------------- | ------------- | ----------- | ----------- | ----------- | ----------- |
| Charnvudth Saengsri | 400 m livre  | 3min59s89     | 33º           |             |             | Não avançou | Não avançou |
| Charnvudth Saengsri | 1500 m livre | 15min54s46    | 27º           | Não avançou | Não avançou |             |             |